# أرمين ماير (مجدف)
أرمين ماير (بالإسبانية: Armin Meyer)‏ هو مجدف أرجنتيني، (و. 1907  م).

## وصلات خارجية
- أرمين ماير على موقع الاتحاد الدولي للتجديف (الإنجليزية)
- أرمين ماير على موقع أوليمبيديا (الإنجليزية)